# The Truth About Love
A The Truth About Love Pink amerikai énekesnő és dalszövegíró hatodik albuma, ami 2012. szeptember 14-én jelent meg, az RCA Records-nál. P!nk első olyan albuma ami a Billboard Hot 200 albumeladási listáján első lett, tegyük hozzá, hogy már a legelső héten. A korong a szerelem jó, rossz, világos, sötét árnyalatait mutatja be. Az album első kislemeze, Blow Me (One Last Kiss) címmel debütált 2012 júniusában. A dal 3 héten keresztül ötödik volt a US Billboard Hot 100 toplistán és több mint 2 millió példányt adtak el belőle. Magyarországon listavezető volt az első kislemez. A soron következő, 2. kislemez a Try volt, ami nagy sikereket ért el és számos országban első helyezést, a slágerlistákon. A Hot 100-ban épp, hogy bejutott a top 10-be, 9. helyen végzett. 3. kislemez az albumon, a Just Give Me A Reason, ami 3 hétig vezette a Billboard Hot 100-at és több, mint húsz ország slágerlistáján ért el első helyezést. Ez egy duett szám, aminek partnere Nate Ruess (A fun. frontembere). 3,6 millió példányszámban elkelt, emellett 2013. félévének a 2. legelkeltebb kislemeze lett. Az album 4.kislemeze, a True Love amiben Lily Allen közreműködik az énekesnővel. A kislemeznek inkább mérsékelt a sikere, de az elődjeihez képest, nem jól teljesít a szám. Az albumát jelölték Grammy díjra. 2013. február 13-án megkezdte 6. turnéját, ami a The Truth About Love Tour névre hallgat.
Az album standard változatában 13 dal fért el. Utána 7 bónusz szám is található rajta.

## Tracklista
- Are We All We Are
- Blow Me (One Last Kiss)
- Try
- Just Give Me A Reason (közreműködik Nate Ruess)
- True Love (közreműködik Lily Allen)
- How Come You're Not Here
- Slut Like You
- The Truth About Love
- Beam Me Up
- Walk Of Shame
- Here Comes The Weekend (közreműködik Eminem)
- Where Did The Beat Go?
- The Great Escape
- My Signature Move
- Run
- Is This Thing On?
- Good Old Days
- Chaos And Piss
- Timebomb
- The King Is Dead, But The Queen Is Alive